# Сквер имени К. В. Иванова
Сквер им. К. В. Иванова — расположен в г. Чебоксары на набережной Волги. Излюбленное место летнего отдыха горожан и гостей столицы Чувашской Республики. Преимущество перед другими городскими скверами в том, что расположен у самой реки и из него открывается красивый вид на Волгу.

## История
В XVII—XVIII веках на месте сквера находился Никольский женский монастырь, в котором в 1631 году завершился земной путь сосланной Борисом Годуновым из Москвы в Чебоксары опальной боярыни Марии Шестовой, бабушки первого царя династии Романовых — Михаила Романова (1596—1645 годы). В рамках празднования 400-летия дома Романовых по решению Президента Чувашии Н. В. Федорова на могиле боярыни Марии Шестовой — «бабушки дома Романовых» — в марте 2013 года будет открыта часовня.
В 1930-е годы Никольский собор был разрушен. На его месте был построен 26-квартирный «ЦИКовский» дом, в котором жили высшие правительственные чиновники республики. На набережной Волги ровными рядами были посажены липы и декоративные кустарники, проложены асфальтовые пешеходные дорожки.
В 1952 году на набережной на постаменте из полированного гранита был установлен бронзовый бюст классика чувашской литературы К. В. Иванова. Скульптор И. Ф. Кудрявцев, архитектор В. И. Ступин. С этого времени сквер на набережной Волги стал называться именем Константина Иванова.
В 2019 году в сквере открыт памятник Иоанну Васильевичу Грозному, при правлении которого на месте маленького поселения образовался город Чебоксары и по поручению которого построены Чебоксарский кремль и примыкавший к нему торгово-промышленный посад, Введенский собор, Свято-Троицкий мужской монастырь.